# ستيرلينغ (الولايات المتحدة)
ستيرلينغ  هي بلدة أمريكية، في الولايات المتحدة، تقع في مقاطعة ووستر، بلغ عدد سكانها 7,808  نسمة، تبلغ مساحتها 81,843,624 متر مربع (81.843624 كـم2)، رمزها البريدي هو 01564.

## الموقع
تشترك في الحدود مع:
- يومنستر.

## أعلام
- لي كيج برات
- جيه كتلر
- ناثانيل رايت